# Mahfuza Khatun
Mahfuza Khatun Shila (in bengali: মাহফুজা খাতুন; Panchkabor, 1990) è una nuotatrice bangladese.
Vincitrice di due medaglie d'oro ai Giochi dell'Asia meridionale nel 2016 nelle due prove più veloci dello stile rana (50 metri e 100 metri).

## Biografia
Nata in una famiglia povera nel villaggio di Panchkabor, nel Distretto di Jessore. Inizia a competere nel nuoto dal 1999, vincendo le prime medaglie nelle divisioni regionali e conquistando il primo oro nazionale nel 2002.
Partecipa ai Giochi dell'Asia meridionale del 2006 conquistando i primi due bronzi. Nella medesima manifestazione si migliorerà ulteriormente portando a casa prima due argenti nel 2010 ed infine due ori nel 2016. Ha inoltre rappresentato il proprio paese in due edizioni dei Giochi del Commonwealth e ai Mondiali di Barcellona, oltre che ai Mondiali in vasca corta di Dubai.

## Palmarès
- Giochi dell'Asia meridionale

Colombo 2006: bronzo nei 50 m rana e 100 m rana.
Dacca 2010: argento nei 50 m rana e 100 m rana, bronzo nei 4×100 m misti
Guwahati 2016: oro nei 50 m rana e 100 m rana, bronzo nei 4×100 m misti.